# Fleisstalita
La fleisstalita és un mineral de la classe dels òxids.

## Característiques
La fleisstalita és un òxid de fórmula química FeSO₃(H₂O)₃. Va ser aprovada com a espècie vàlida per l'Associació Mineralògica Internacional l'any 2016. Cristal·litza en el sistema ortoròmbic. És un mineral dimorf de l'albertiniïta i isostructural amb la gravegliaïta.
L'exemplar que va servir per a determinar l'espècie, el que es coneix com a material tipus, es troba conservat a les col·leccions mineralògiques de l'Universalmuseum Joanneum, situat a Graz, Àustria, amb el número de catàleg 85.515.

## Formació i jaciments
Va ser descoberta a Margritzen, a Alter Pocher Inn, dins la vall de Kleine Fleiß (Caríntia, Àustria). Es tracta de l'únic indret de tot el planeta on ha estat descrita aquesta espècie mineral.